# Dragon Breed
Dragon Breed, in originale Doragon Hinshu (ドラゴンの品種?), è un videogioco arcade di tipo sparatutto a scorrimento sviluppato da Irem nel 1989. Fu poi convertito l'anno successivo per gli home computer Amiga, Amstrad CPC, Atari ST, Commodore 64 e ZX Spectrum, generalmente da Arc Developments per l'editore Activision. Il gioco ha un protagonista che vola a cavallo di un drago e ricorda molto Saint Dragon uscito lo stesso anno, ma è simile anche al precedente successo della Irem R-Type.
Nel 2011 è stato convertito per PC nella compilation Irem Arcade Hits, con grafica e sonoro aggiornati per i computer odierni.

## Trama
Zambaquous, un re malvagio, vuole soggiogare al suo volere il popolo degli Agamen, quindi manda un'orda di mostri ai suoi comandi a distruggere quella pacifica popolazione. Il giovane Re Kayus, sovrano degli Agamen, decide di porre fine a questa tirannia. Egli va in cerca del Drago sacro chiamato Bahamoot; trovata la tana del mistico Drago cerca di convincerlo ad aiutare il suo popolo. Bahamoot accetta e così inizia il videogioco Dragon Breed.

## Modalità di gioco
Il gioco è un classico sparatutto a scorrimento orizzontale, con visuale laterale. Si guida un drago, molto simile ai draghi cinesi, con in sella ad esso, nei pressi della testa, il personaggio principale. Durante l'azione si impersona Kayus che usa una specie di arco per sparare orizzontalmente. Kayus è l'unico sensibile ai colpi dei nemici, mentre il drago è invulnerabile. Poiché il corpo snodato del drago segue i movimenti del giocatore, può essere usato sia per distruggere i nemici sia per proteggere Kayus, ad esempio roteando su sé stesso per formare una barriera impenetrabile tutto intorno. Inoltre Bahamoot, dopo qualche secondo di caricamento tenendo premuto il pulsante di fuoco, può sparare un raggio particolarmente potente, nello stile di R-Type. Mentre l'arma di Kayus è fissa, il drago può acquisire vari tipi di armi che sparano in diverse direzioni raccogliendo i power-up. 
In determinati luoghi, cioè quando si trova una piattaforma sotto il drago, Kayus può scendere da esso e continuare temporaneamente l'azione a piedi, allo scopo di raccogliere certi potenziamenti che si trovano solo a terra.
Il videogioco comprende sei livelli con altrettanti enormi boss finali, notevoli per la loro mostruosità e surrealtà. Le vite a disposizione sono inizialmente tre, incrementabili al raggiungimento di determinati punteggi. Per ogni livello si ha un tempo limite.